# ایوب شاه درانی
ایوب شاه درانی (۱ ژانویهٔ ۱۸۰۰ – ۱ اکتبر ۱۸۳۷) یک سیاستمدار افغان بود.
ایوب شاه از ۱۸۱۹ تا ۱۸۲۳ بر افغانستان حکمرانی کرد. او یک پشتون و دومین پسر تیمور شاه بود.وی در رقابت با برادرش بر سر سلطنت برنده گشت و وی را کشت. ایوب شاه فقط دو سال حکومت کرد و برادران خود و بارکزی و قبایل هندی را از همان نزدیکی به دست گرفت. وی توسط دوست‌محمدخان از سلطنت خلع گشت و بدین ترتیب سلسله درانی منقرض شد.